# Ватиканський кодекс Б

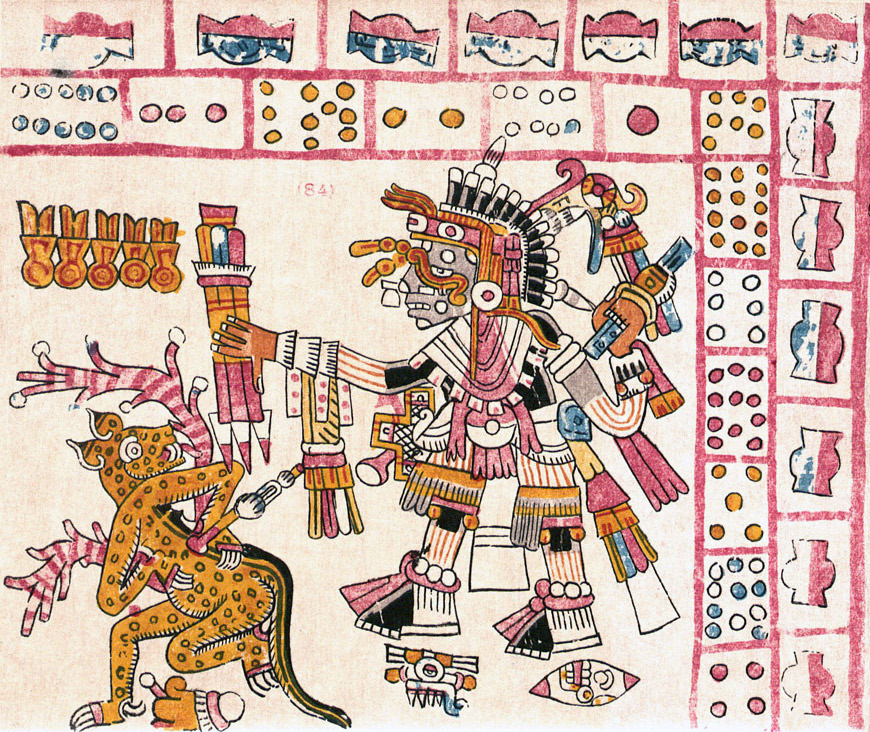
Ватиканський кодекс Б

Ватиканський кодекс Б (Codex Vaticanus B) — один з ацтекських кодексів-рукописів, що створено піктографічним письмом науатль. Отримав назву за місцем зберігання — Ватиканської бібліотеки. Оскільки існує ще один кодекс під такою ж назвою, але під № 1209, то ацтекський рукопис називають також Ватиканський кодекс Б 3773, або Ватиканський кодекс № 3773. Належить до Групи Борджіа.

## Історія
Створено у посткласичний період — до 1500 року. Автори походили у сучасної Пуебла, на думку низки дослідників з Тлашкали. Невідомо за яких умов потрапив до Європа. Перша згадка датується 1589 роком, коли він вже знаходився у Ватиканському архіві. Після 1600 року згадка про нього зникає. Проте у 1785 році він знаходився в архіві Ватикану. Вперше перекладено й опубліковано у 1902 році Едвардом Селером у Лондоні. Вважається найкращим видання дотепер. Останнє відбулося у 2012 році.

## Опис
Є одним з найбільших кодексів Групи Борджіа. Поміщений у дерев'яну обгортку, має зигзагоподібну форму, по якій згортається. Написано на тонкій оленячій шкірі, завдовжки 7,24 м, розміром 14,7х12,7. Складається з 49 аркушів, з яких 48 розписані з обох боків, загалом 97 сторінок. Присутнє лише піктографічне письмо ацтеків, без якихось коментарів європейськими мовами.

## Зміст
Кодекс містить низку зображень, які можуть здивувати тих, хто не звик до месоамериканського мистецтва.
Розкривається сутність та значення священного календаря тональпоуаллі. Був своєрідним довідником або альманахом, який допомав жерцям оцінювати дати і час для ворожіння щодо сприятливих або несприятливих умов для важливих дій, зокрема шлюб, посадка або збір врожаю.
Кодекс містить також інформацію про венеріанські цикли, 9 володарів ночі і 4 космогонічних дерев. Тут також є малюнки про Дев'яти пульке-питущих, проя ких немає інформації в інших кодексах.